# 舰在亚丁湾
舰在亚丁湾(原名：亞丁灣的月亮)是由中国大陆2014年出品的电视剧，讲述一群解放軍海軍艦員搭乘052B型驱逐舰168號(廣州號)前往亞丁灣護航的故事，同時著重分隔兩地的家屬故事，分為兩條主線。2013年5月開機。
剧以十几个在护航中真实发生的事件为叙事情节，並出動真實軍艦、商船作為場景支援拍攝，是解放軍近年來繼特種兵之火鳳凰、心戰101後又一大力支援拍攝的現代軍事電視劇。2014年9月3日在央视八套播出。

## 逸聞
舰在亚丁湾中一艘039型潛艇參與了後半段劇情的演出，並有岸邊補給魚雷和出港等近距離畫面。